# Riacho do Cipó
O riacho do Cipó é um curso de água que banha o estado da Paraíba, Brasil. Ele passa pelo município de Condado, na Região Metropolitana de Patos, levando água para o rio Piancó, no município de Pombal.